# 5804-es mellékút (Magyarország)
Az 5804-es mellékút egy majdnem 62 kilométeres hosszúságú, négy számjegyű mellékút Baranya vármegye és Somogy vármegye határvidékén; az Ormánság két legnagyobb települését, Sellyét és Vajszlót köti össze egymással, mindkettőt keleti irányban Harkány városával, nyugati irányban pedig Barcs térségével, valamint a közbül elterülő kisebb községekkel.

## Nyomvonala
Harkány központjának délnyugati részén ágazik ki az 5717-es útból, annak a 2+150-es kilométerszelvénye közelében, nyugat felé. Rövid belterületi szakasza az Ady Endre utca nevet viseli, de kevesebb, mint 800 méter után kilép a város lakott területéről. Majdnem pontosan egy kilométer után egy körforgalmú csomóponttal keresztezi az 58-as főutat, 2,1 kilométer után pedig átlép Ipacsfa határai közé. E település lakott részeit nem érinti, oda csak az 58 112-es számú mellékút vezet be, amely a 2+300-as kilométerszelvénye közelében ágazik ki az 5804-es útból, déli irányban.

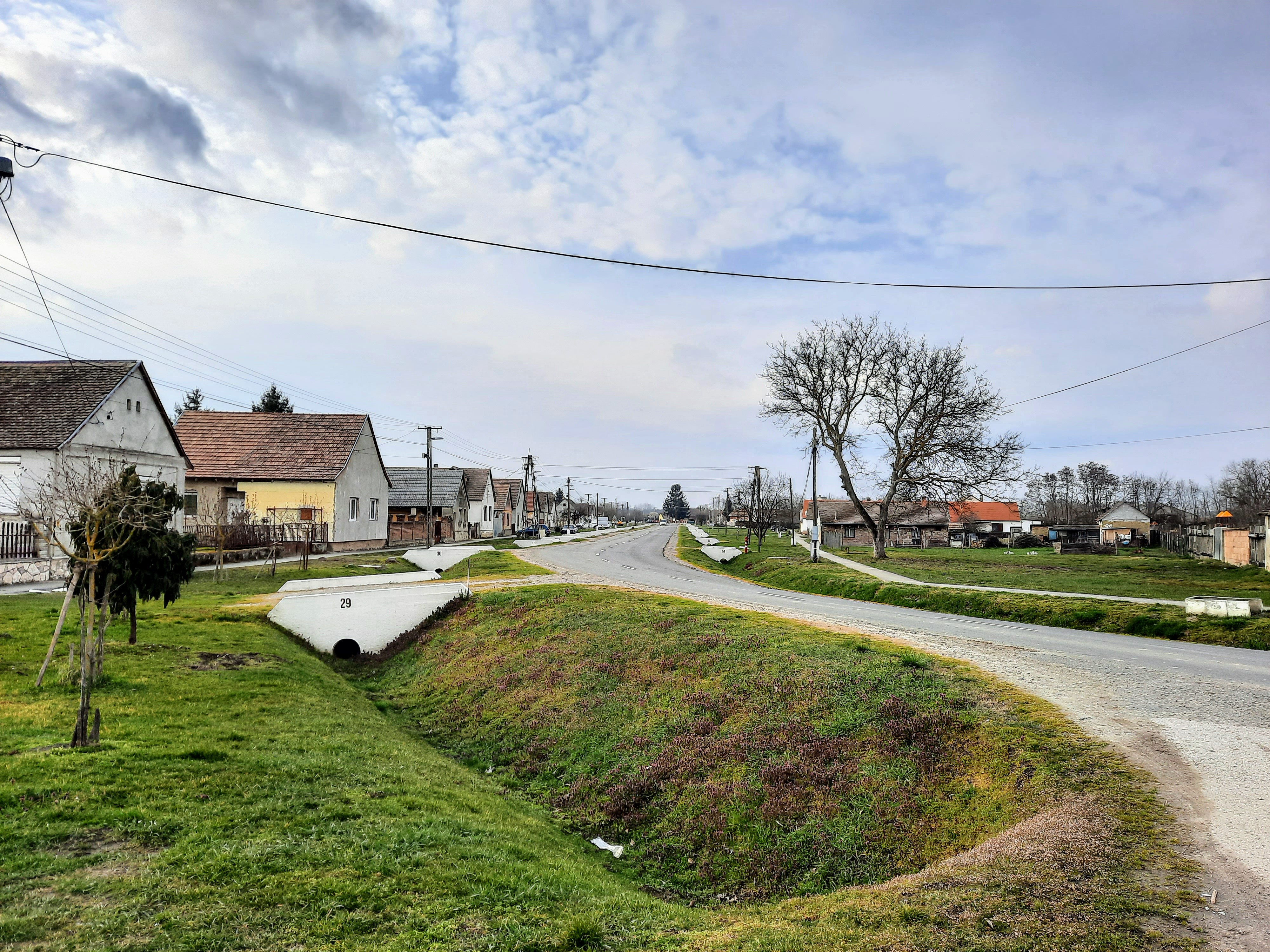
Az út drávaszerdahelyi szakasza a központtól északnyugat felé nézve

A 2+850-es kilométerszelvénye táján átlép Kovácshida határai közé, ott egy darabig a Középrigóc–Villány-vasútvonal vágányai közelében húzódik, a település belterületét elérve pedig előbb a Fő utca, majd a Móricz Zsigmond utca nevet viseli. Kovácshidát elhagyva szinte azonnal Drávaszerdahely területére ér – e falu központját majdnem pontosan a hatodik kilométere után hagyja maga mögött, itteni neve, több irányváltása ellenére végig Kossuth Lajos utca.
7,8 kilométer után az út Drávacsepely területén folytatódik, bár e községet épp csak érinti, központjába az 58 124-es számú mellékút vezet, mely nagyjából 8,5 kilométer után ágazik ki belőle, dél felé. (Ugyanott lehet letérni az ellenkező irányban egy rossz minőségű alsóbbrendű útra, mely Rádfalva központjába vezet.) Kevéssel a tizedik kilométere után Kémes határai közé ér, a faluban a központig Kossuth utca, onnan nyugatra Petőfi utca a neve. E településen két alsóbbrendű út is kiágazik belőle: előbb, a központban az 58 126-os számú mellékút, Szaporca és Tésenfa felé, délkeleti irányban, majd a lakott terület északnyugati részén a Cúnra vezető 58 127-es számú mellékút, délnyugat felé.

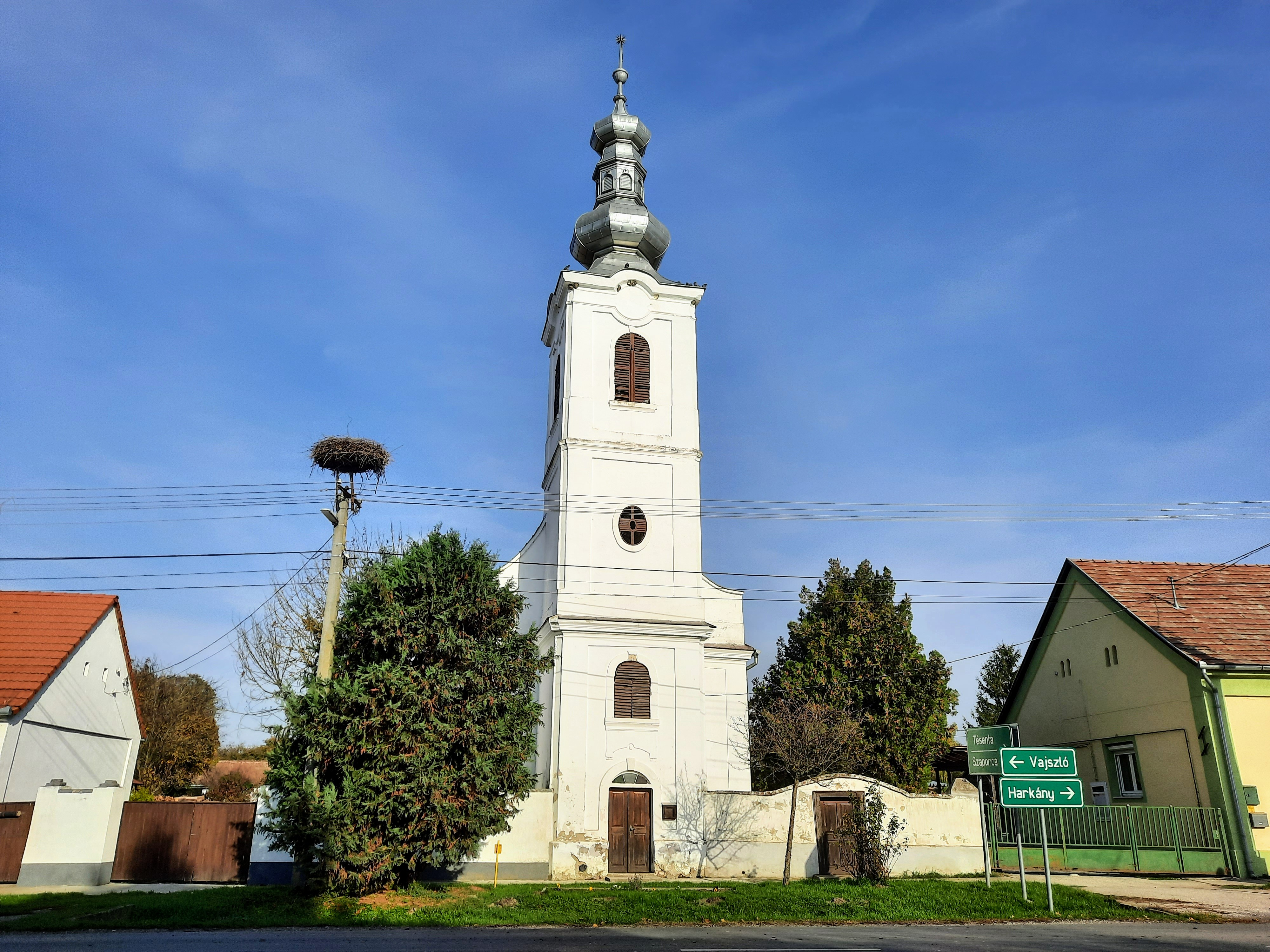
A kémesi református templom az út szaporcai elágazását jelölő közlekedési táblákkal

A 12+150-es kilométerszelvénye közelében keresztezi a Középrigóc–Villány-vasútvonal vágányait, de egy darabig még kémesi területen marad; 13,1 kilométer után kiágazik belőle az 58 151-es számú mellékút északkeletnek, Drávapiski központja felé, és csak 14,1 kilométer után lép a soron következő település, Adorjás területére. Lakott helyeket itt nem is nagyon érint, a községbe csak az 58 128-as számú mellékút vezet, mely 15,3 kilométer után ágazik ki északi irányba, s a központot elhagyva még tovább folytatódik Kórósig.
A 16. kilométerét elhagyva ismét a vasútvonal közelébe húzódik, egymás mellett haladva szelik át Sámod határát, majd még a 17. kilométere előtt az út ismét keresztezi a vágányokat. A 17+250-es kilométerszelvénye közelében egy elágazáshoz ér: észak felé az 58 129-es számú mellékút válik ki belőle – ez vezet be Sámod központjába –, déli irányban pedig az 58 131-es, melyen Kisszentmártonra lehet eljutni. Baranyahídvég a következő útjába eső település, melynek lakott területén nagyjából a 18. és 19. kilométerei között halad végig, Szabadság utca néven.

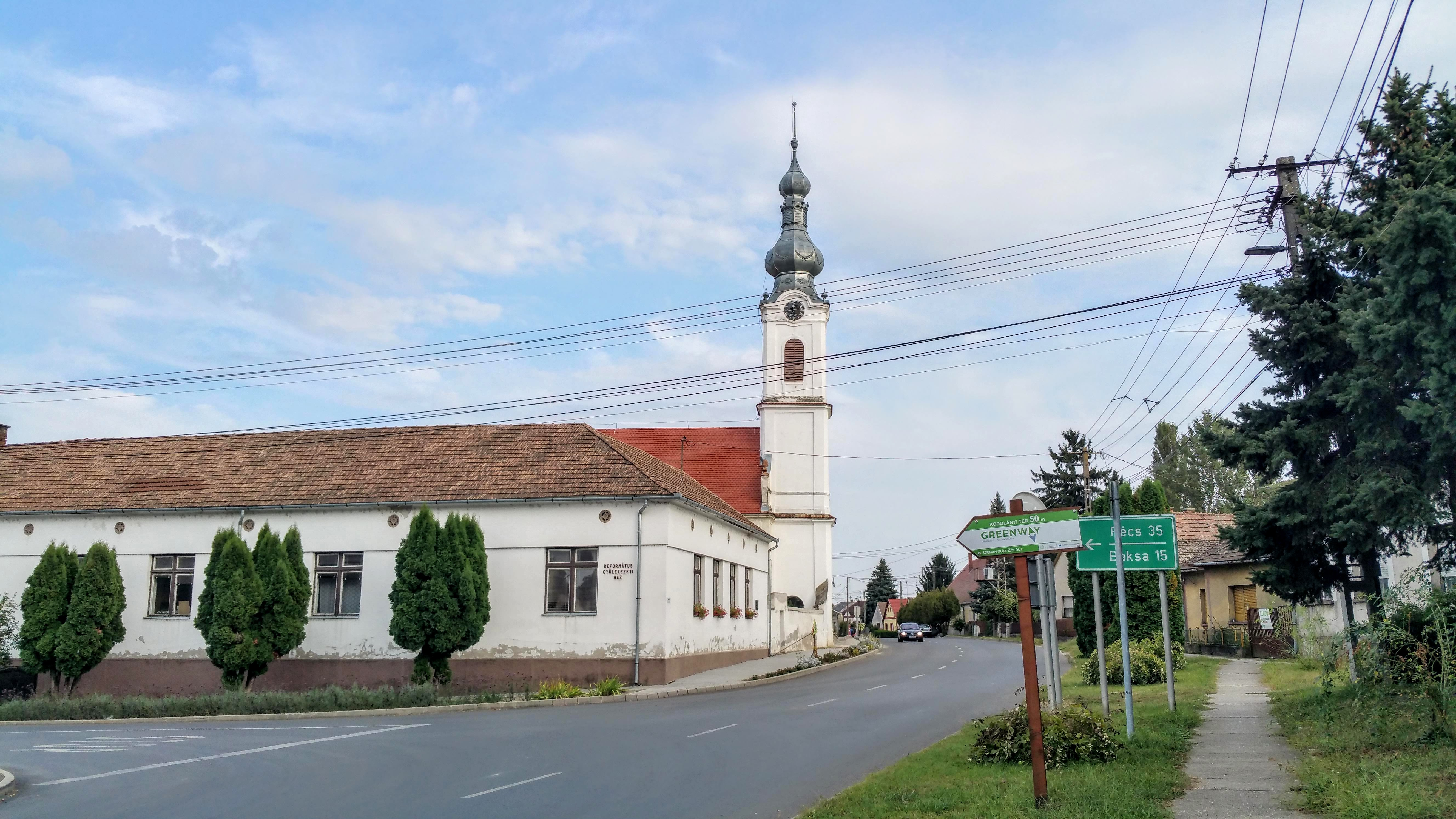
Az 5801-es út betorkollása (bal felől) Vajszló református temploma mellett

20,4 kilométer után éri el Vajszló keleti határszélét, a település első házait szűk fél kilométerrel arrébb éri el, a Kossuth Lajos utca nevet felvéve. A 22. kilométerén túljutva érkezik meg a központba, ahol gyors egymásutánban két elágazása is van: előbb észak felől beletorkollik a Pécstől idáig húzódó 5801-es út, majd pedig kiágazik belőle az 5821-es út délnek, Vejti felé. Alig 300 méter után, még a belterület nyugati széle előtt még egy út ágazik ki belőle, dél-délnyugati irányban, ez az 5823-as, mely Lúzsokon és Kemsén át Zalátáig vezet.
24,7 kilométer után Nagycsány határai közt folytatódik, e község lakott területének északi peremén halad el, a faluközpontba kiágazó mellékút az 58 145-ös számozást viseli. 26,7 kilométer után – már Csányoszró területén – újabb elágazása következik: északkelet felől beletorkollik a Szentlőrinctől idáig húzódó 5805-ös út. Csányoszró lakott területén nagyjából az 58. és 29. kilométerei között halad végig, szintén Kossuth Lajos utca néven, a központ nyugati részén pedig még egy kisebb elágazása van: az 58 315-ös számú mellékút ágazik ki belőle, mely a vasút bezárása előtt annak itteni állomására vezetett.
Kevéssel a 31. kilométere után lépi át Sellye határát, a város első házait 32,3 kilométer után éri el, melyek közt a Petőfi Sándor utca nevet veszi fel. Mintegy fél kilométerrel arrébb szintben keresztezi a Szentlőrinc–Sellye-vasútvonal és a Középrigóc–Villány-vasútvonal közös szakaszának vágányait, majd szinte azonnal kiágazik belőle a vasútállomásra vezető 58 318-as számú mellékút. A központig Mátyás király utca, majd egy darabon Köztársaság tér a neve, ugyanott visszatorkollik bele délről, Drávasztára-Drávaiványi felől az 5821-es út. Itt kissé északabbnak fordul és a Batthyány utca nevet veszi fel, de pár száz méter után újabb elágazása következik – észak felől beletorkollik az 5806-os út – s ugyanott visszatér a nyugati irányhoz. Utolsó belterületi szakaszán Dózsa György utca a neve, így lép ki a városból, nem sokkal a 35. kilométere előtt.

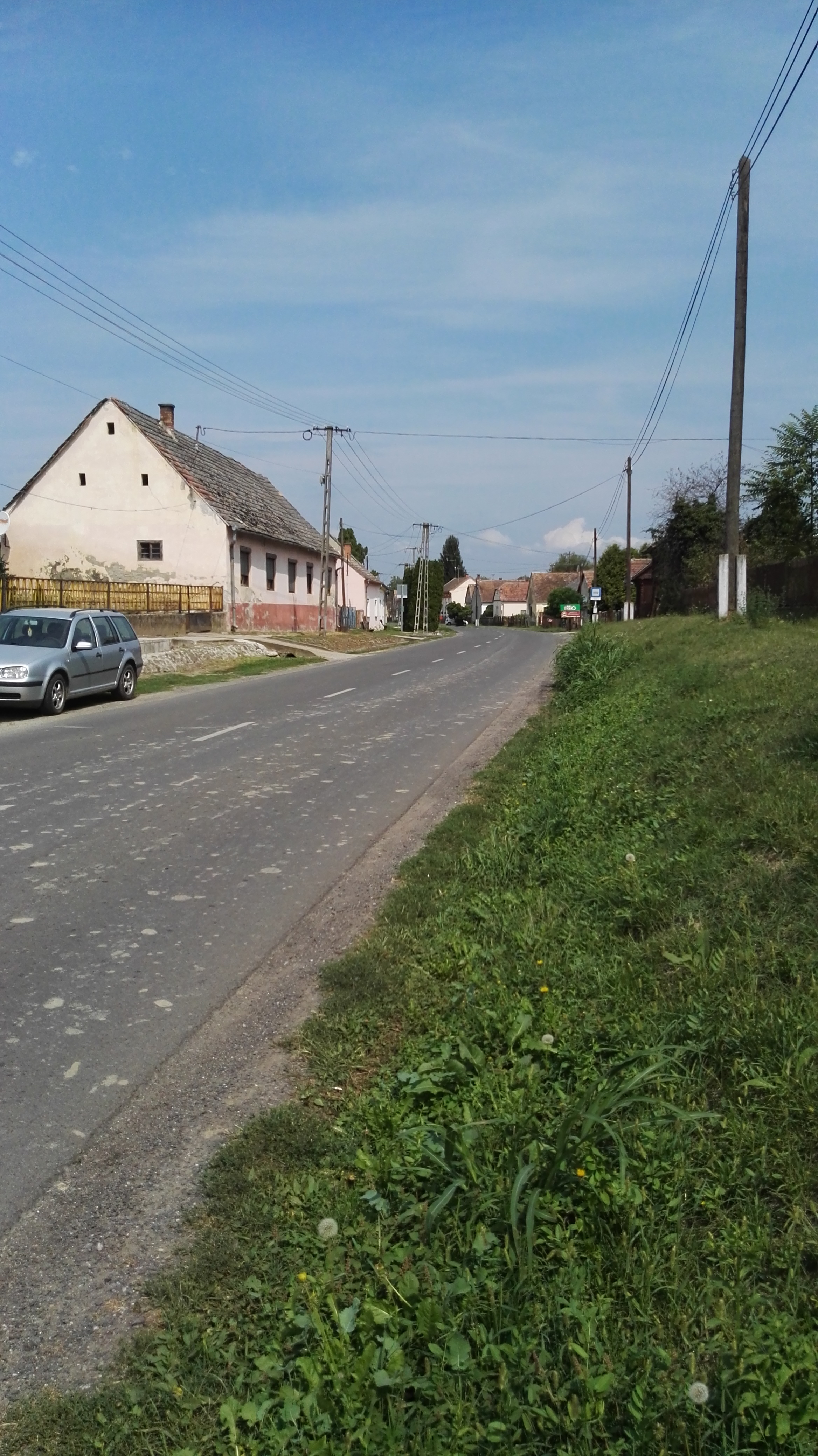
Az út Bogdása központjában észak felé nézve

36,5 kilométer után szeli át a következő helység, Bogdása határát, a falut nagyjából a 38. kilométerénél éri el, a Kossuth Lajos utca nevet felvéve. Északnak fordulva halad végig a központon, de még az utolsó házak elérése előtt újra nyugatnak fordul, és alighogy maga mögött hagyja a települést, már át is lép Drávafok határai közé. E községen körülbelül a 41. és 42. kilométerei között halad végig, közben a központ keleti részén kiágazik belőle dél felé az 5829-es út, Markóc-Drávakeresztúr felé. A lakott terület nyugati részén újból keresztezi a barcsi vasútvonalat – ugyanott kiágazik belőle délnyugatnak az 5825-ös út –, majd szorosan a vágányok mellé simulva észak-északnyugat felé fordul. 43,5 kilométer után beletorkollik északról, Szigetvár felől az 5808-as út, ugyanott visszatér a nyugati irányhoz és alig egy kilométerrel arrébb elhagyja Baranya vármegyét, átlépve Somogy vármegye területére.
Lakócsa az első, útjába eső somogyi település, melynek lakott területét 46,8 kilométer után éri el A központig Petőfi Sándor utca a neve, majd északnak fordul; nyugat felől ugyanott visszatorkollik bele az 5825-ös út, amely itt ér véget, miután előtte feltárt két határmenti falut, Felsőszentmártont és Szentborbást. A folytatásban az útnak már nincs települési neve, rövidesen ki is lép Lakócsáról, közel két kilométeren Tótújfalu keleti határszélét kíséri, 50,2 kilométer után pedig átlép Potony területére.
Potony lakott területét az 52. kilométere táján éri el, mintegy másfél kilométernyi itteni szakasza – több irányváltása ellenére – végig a Petőfi utca nevet viseli, közben a központ déli részén kiágazik belőle a Tótújfalura vezető 58 163-as számú mellékút. A falu északi szélét elérve északnyugati irányt vesz, egy rövid külterületi szakaszon Zádor határai közt húzódik, majd Kastélyosdombó területén folytatódik.
56,5 kilométer után éri el ezt a községet, melynek délkeleti peremén beletorkollik kelet felől az 5809-es út. Belterületi szakasza, mely kevesebb, mint egy kilométernyi hosszú, szintén a Petőfi utca nevet viseli. Jó darabig azonban még azt követően is kastélyosdombói határok közt marad, hogy elhagyja a nyugati faluszélet: az 58. kilométerénél kiágazik belőle az 58 162-es számú mellékút dél felé, Drávagárdony irányába, majd 59,6 kilométer után az 58 161-es, délnyugatnak, Drávatamásiba, és csak ezután lépi át a településhatárt; a vasutat pár lépéssel arrébb már darányi területen keresztezi. 60,8 kilométer után éri el Darány első házait, az Árpád utca nevet felvéve, és nagyjából egy kilométerrel később véget is ér, beletorkollva a 6-os főútba, annak a 251+300-as kilométerszelvénye közelében.
Teljes hossza, az országos közutak térképes nyilvántartását szolgáló kira.kozut.hu adatbázisa szerint 61,747 kilométer.

## Települések az út mentén
- Harkány
- (Ipacsfa)
- Kovácshida
- Drávaszerdahely
- Drávacsepely
- Kémes
- (Drávapiski)
- (Adorjás)
- Sámod
- Baranyahídvég
- Vajszló
- Nagycsány
- Csányoszró
- Sellye
- Bogdása
- Drávafok
- Lakócsa
- (Tótújfalu)
- Potony
- (Zádor)
- Kastélyosdombó
- Darány

## Története
1934-ben a kereskedelem- és közlekedésügyi miniszter 70 846/1934. számú rendelete a magyarmecskei elágazása és Vajszló közti szakaszát harmadrendű főúttá nyilvánította, a Szentlőrinc-Vajszló-Vejti közti 642-es főút részeként.
A Kartográfiai Vállalat 1970-es kiadású Magyarország autótérképe az utat már teljes hosszában kiépített, és gyakorlatilag mindvégig szilárd burkolatú (pormentes) útként tünteti fel, egyedül Sellye nyugati külterületei közt (Bogdása előtt) jelöl pár kilométeren nem pormentes szakaszt. Ugyanezen kiadó 1990-ben kiadott Magyarország autóatlasza olyan útként tünteti fel, melyen a pormentes és az egy fokozattal gyengébb minőségű, portalanított szakaszai aránylag sűrűn váltakoznak a 70 kilométert megközelítő teljes hossza alatt.